# Округ Ђирокастра
Ђирокастра (алб. Qarku i Gjirokastrës) један је од 12 округа Албаније. Налази се у Јужној Албанији, а главни град округа је Ђирокастра.